# Тети Бавенто (Торино)
Тети Бавенто је насеље у Италији у округу Торино, региону Пијемонт.
Према процени из 2011. у насељу је живело 59 становника. Насеље се налази на надморској висини од 436 м.